# Río Benañáin
El río Benanain es un río de Timor Occidental, Indonesia. Este río es el más largo y el mayor di la zona de Timor Occidental, con una longitud de 132 km. El río se encuentra en tres regencias: Malaka, Timor Tengah Utara y Timor Tengah Selatan, provincia de Nusa Tenggara Oriental, Indonesia. El río nace en el monte Mutis y fluye en dirección sureste hasta desembocar en el mar de Timor, cerca de Besikama.

## Hidrología
La cuenca hidrográfica (en indonesio: Daerah Aliran Sungai/DAS) del Benanain tiene una superficie de 3.158 km2 y comprende Malaka, Timor Tengah Utara, Timor Tengah Selatan y también una pequeña parte de la regencia de Belu. Es la mayor cuenca hidrográfica de la provincia de Nusa Tenggara Oriental. El río Benanain se caracteriza por una fluctuación extrema de su caudal, lo que indica que la cuenca está gravemente dañada. En consecuencia, cada año este río provoca grandes inundaciones. 

### Afluentes
Algunos de los afluentes más grandes del río son:
1. Río Baen
2. Río Biau
3. Río Asbán
4. Río Okan
5. río Muti
6. Río Bunu
7. Río Fatu
8. Río Laku
9. Río Besi

## Geografía
El río fluye por el centro sur de Timor, con un clima predominante de sabana tropical (designado como Aw en la clasificación climática de Köppen-Geiger). La temperatura media anual en la zona es de 26 °C. El mes más cálido es noviembre, cuando la temperatura media ronda los 29 °C, y el más frío es junio, con 23 °C. La precipitación media anual es de 1.760 mm. El mes más lluvioso es enero, con una media de 305 mm de precipitaciones, y el más seco es septiembre, con 5 mm de precipitaciones.

## Usos
Los habitantes a lo largo del río Benanain utilizan el agua para la agricultura y la pesca mediante la pesca tradicional o el uso de redes. La presa de Benanain en el pueblo de Kakaniuk, distrito de Malaka Tengah, regencia de Malaka, puede distribuir agua a 15.000 hectáreas de tierras de cultivo. Aparte de la agricultura, la presa también se utiliza para la prevención de inundaciones.

## Ecología
Este río es un hábitat de cocodrilos locales.